# Drugi rząd Gediminasa Vagnoriusa
Drugi rząd Gediminasa Vagnoriusa – ósmy rząd Republiki Litewskiej od ogłoszenia niepodległości w 1990.
Funkcjonował od 10 grudnia 1996 do 10 czerwca 1999. Po dymisji gabinetu, a przed powołaniem nowego rządu, tj. od 4 maja 1999, pełniącą obowiązki premiera była Irena Degutienė.

## Skład rządu
- premier: Gediminas Vagnorius
- minister budownictwa: Algis Čaplikas do 25 marca 1998
- minister edukacji i nauki: Zigmas Zinkevičius, od 1 maja 1998 Kornelijus Platelis
- minister finansów: Rolandas Matiliauskas, od 19 lutego 1997 Algirdas Šemeta
- minister gospodarki: Vincas Babilius
- minister kultury: Saulius Šaltenis
- minister łączności i technologii informacyjnych: Rimantas Pleikys do 25 marca 1998
- minister obrony: Česlovas Stankevičius
- minister ochrony socjalnej i pracy: Irena Degutienė
- minister ochrony środowiska[1]: Imantas Lazdinis, od 25 marca 1998 Algis Čaplikas, od 8 kwietnia 1999 Danius Lygis
- minister przemysłu i handlu: Laima Liucija Andrikienė do 19 grudnia 1996
- minister ds. reform administracji publicznej: Kęstutis Skrebys
- minister rolnictwa: Vytautas Knašys, od 6 maja 1998 Edvardas Makelis
- minister spraw europejskich: Laima Liucija Andrikienė od 19 grudnia 1996 do 25 marca 1998
- minister spraw wewnętrznych: Vidmantas Žiemelis, od 22 maja 1998 Stasys Šedbaras
- minister spraw zagranicznych: Algirdas Saudargas
- minister sprawiedliwości: Vytautas Pakalniškis
- minister transportu: Algis Žvaliauskas, od 6 stycznia 1999 Rimantas Didžiokas
- minister zdrowia: Juozas Galdikas, od 25 marca 1998 Laurynas Stankevičius